# 옥산국민학교
옥산국민학교는 대한민국 경상북도 영덕군에 있었던 공립 초등학교이다.

## 학교 연혁
- 일자미상 옥산국민학교 설립 인가
- 1959년 7월 13일 옥산국민학교 개교
- 1995년 3월 1일 폐교 및 영덕국민학교 통폐합

옥산국민학교 교사(校舍)는 이후 대구한의대학교 연수원으로 사용되고 있다.

## 참고 자료
- 옥산국민학교 - 한국교육학술정보원 학교알리미